# Hřib políčkatý

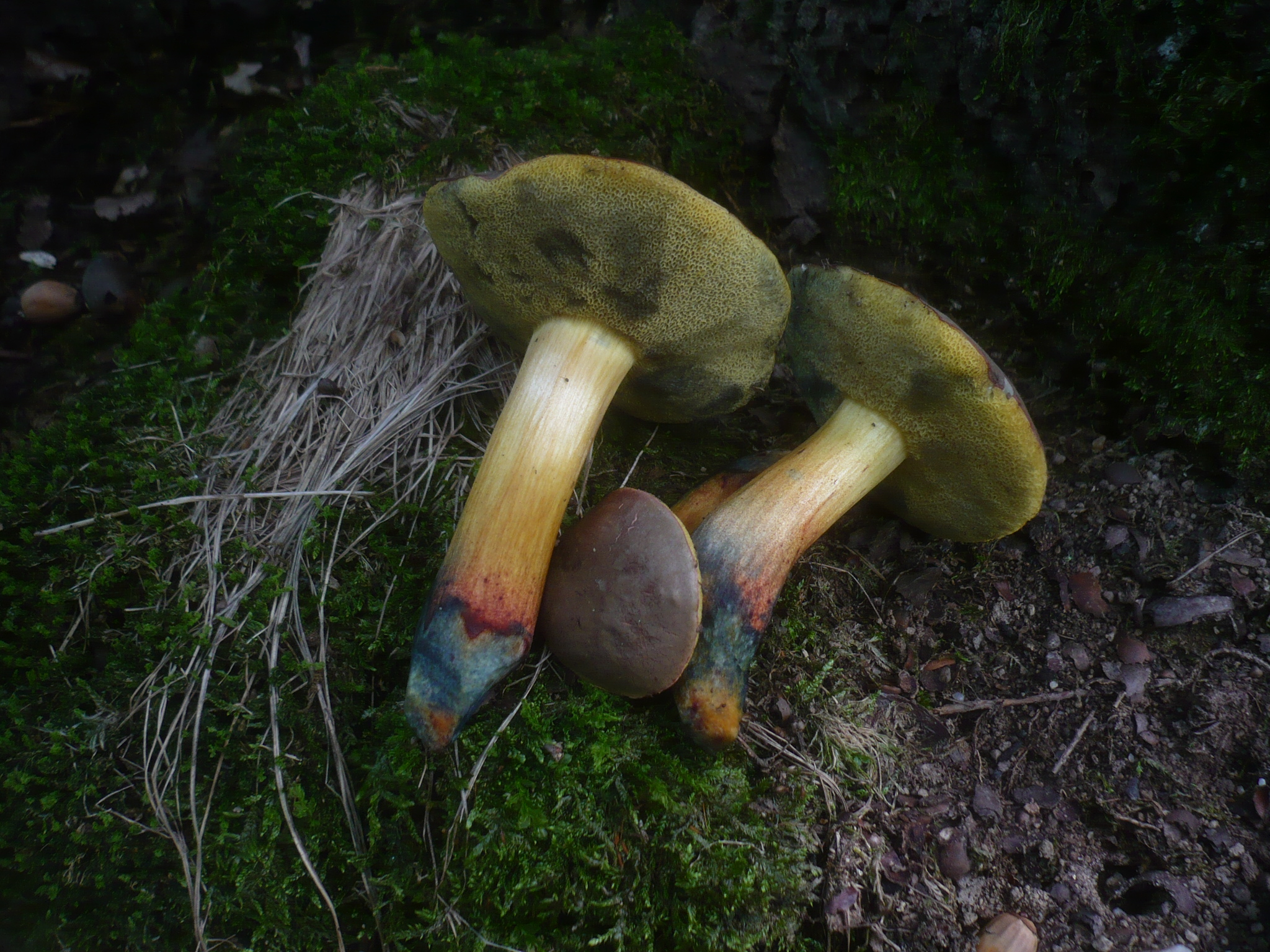
Hřib vrásčitý

Hřib políčkatý (Xerocomellus cisalpinus (Simonini, Ladurner et Peintner) Klofac 2011) je drobná houba z čeledi hřibovitých. Protože byla odborně popsána až v roce 2014, po dlouhou dobu unikala pozornosti a nebyla rozlišována od podobných druhů.

## Synonyma
- Boletus cisalpinus (Simonini, Ladurner et Peintner) Watling & A.E. Hills 2004[1]
- Xerocomellus cisalpinus (Simonini, Ladurner et Peintner) Klofac 2011[1]
- Xerocomus cisalpinus (Simonini, Ladurner et Peintner) Klofac 2003[2]

## Vzhled

### Makroskopický
Klobouk dosahuje 30 - 85 milimetrů, v mládí je polokulovitý, v dospělosti klenutý, ve stáří až poduškovitý. Zbarvený je zprvu šedohnědavě, později získává červenavé tóny. Povrch je zprvu plstnatý, později olysává a rozpukavá na nepravidelná drobná políčka.
Póry mají zprvu citronové, později olivově žluté zbarvení, na otlacích modrají.
Třeň dosahuje 50 - 100 × 5 - 20 milimetrů, má téměř válcovitý tvar. Horní polovina je žlutě až bělavě zbarvená, spodní kryjí drobné vločky v různých odstínech červené. Bázi kryje myceliová plst v bělavých až žlutých odstínech. Na otlacích nebo na řezu dužnina třeně modrá.
Dužnina houby je v klobouku bělavá, ve třeni spíše žlutavá, v bázi třeně může mít vínové či načervenalé zabarvení. Světlé části dužniny ve třeni na řezu zelenají nebo modrají. Chuť i vůně jsou nenápadné, nakyslé.

## Výskyt
Roste od června do počátku listopadu, většinou v teplých listnatých lesích a parcích nížin až podhorských oblastí. Objevuje se pod duby, méně pod habry, buky, topoly a lískami. Ze zahraničí je znám i výskyt pod borovicí a cedrem. Preferuje středně kyselé až středně zásadité sušší půdy. Fruktifikuje od června do začátku listopadu.

## Rozšíření
Hřib políčkatý byl donedávna zaměňován za jiné druhy podobného vzhledu, takže není rozšíření zcela známé. Potvrzen je výskyt v České republice, Velké Británii a Itálii.

## Záměna
Podobá se některým druhům rodu Xerocomellus, které se vyznačují políčkovitě rozpraskávajícím kloboukem. Oproti většině z nich se odlišuje modrající dužninou třeně a mikroznaky (především pásovanou ornamentikou výtrusů).
- hřib červený (Hortiboletus rubellus) - povrch klobouku obvykle nerozpraskává
- hřib Engelův (Hortiboletus engelii) - povrch klobouku obvykle nerozpraskává
- hřib Markův (Xerocomellus marekii) - povrch klobouku hluboce rozpraskává
- hřib žlutomasý (Xerocomellus chrysenteron) - dužnina třeně obvykle nemodrá

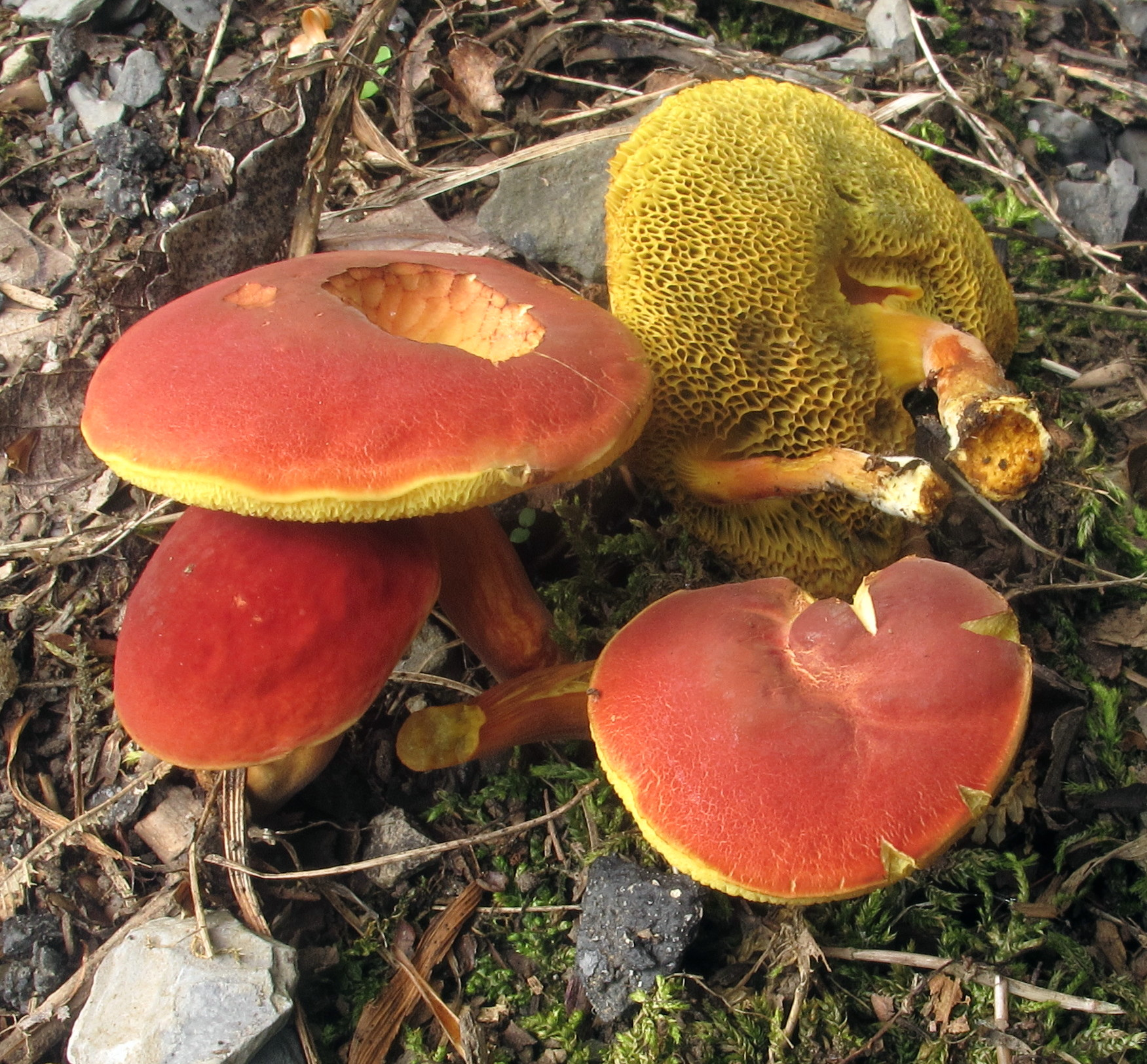
hřib červený
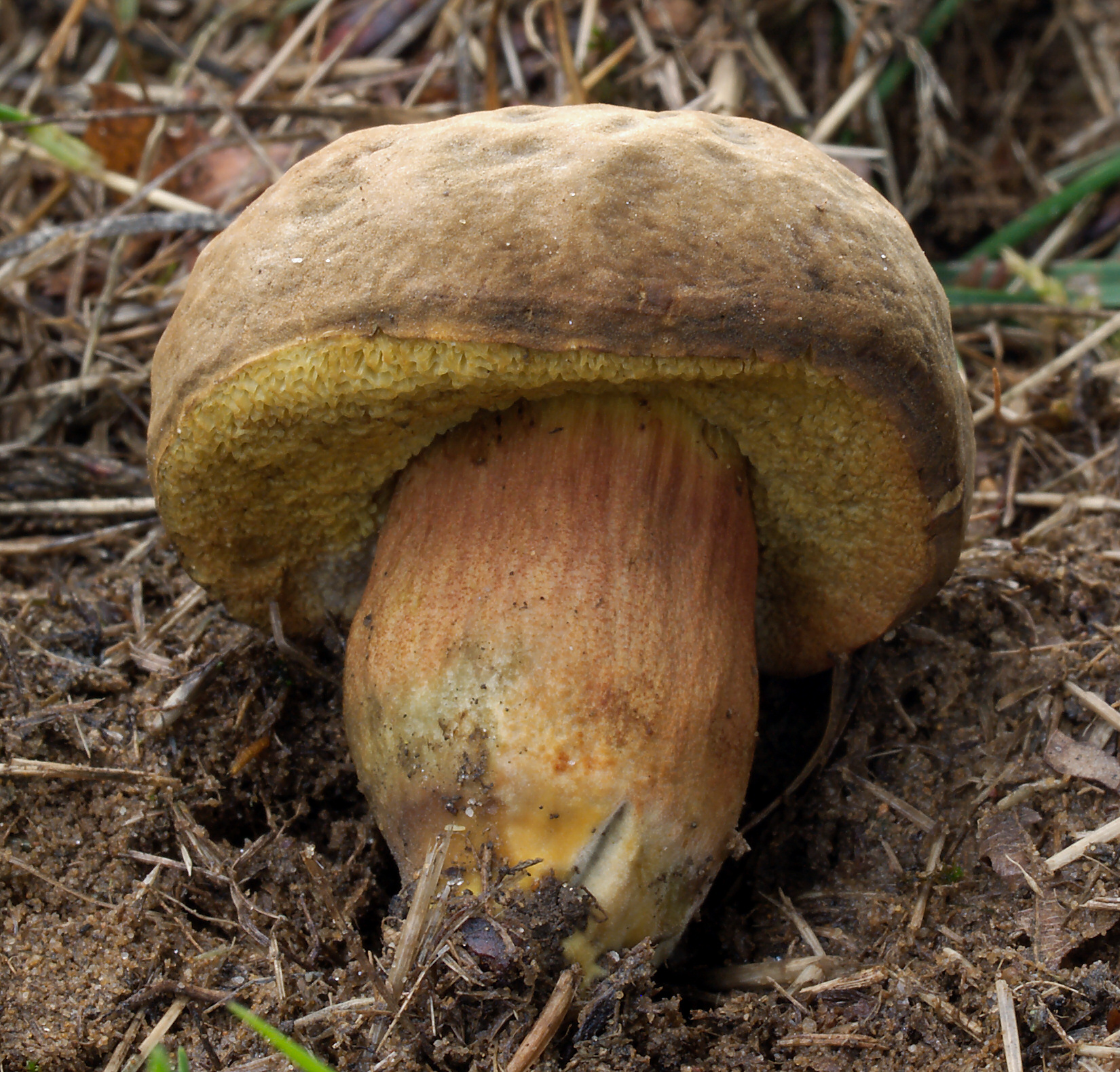
hřib Engelův
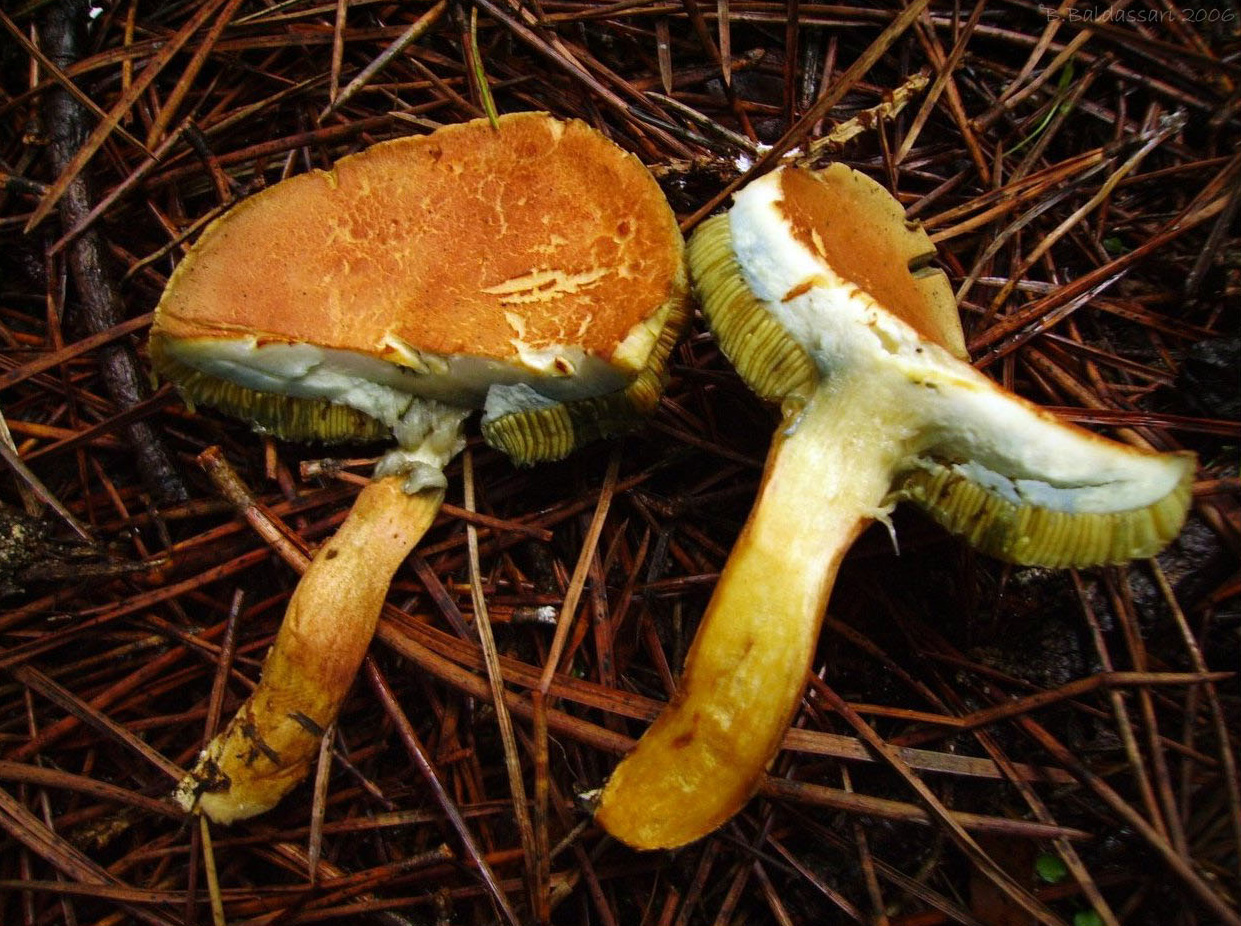
hřib meruňkový
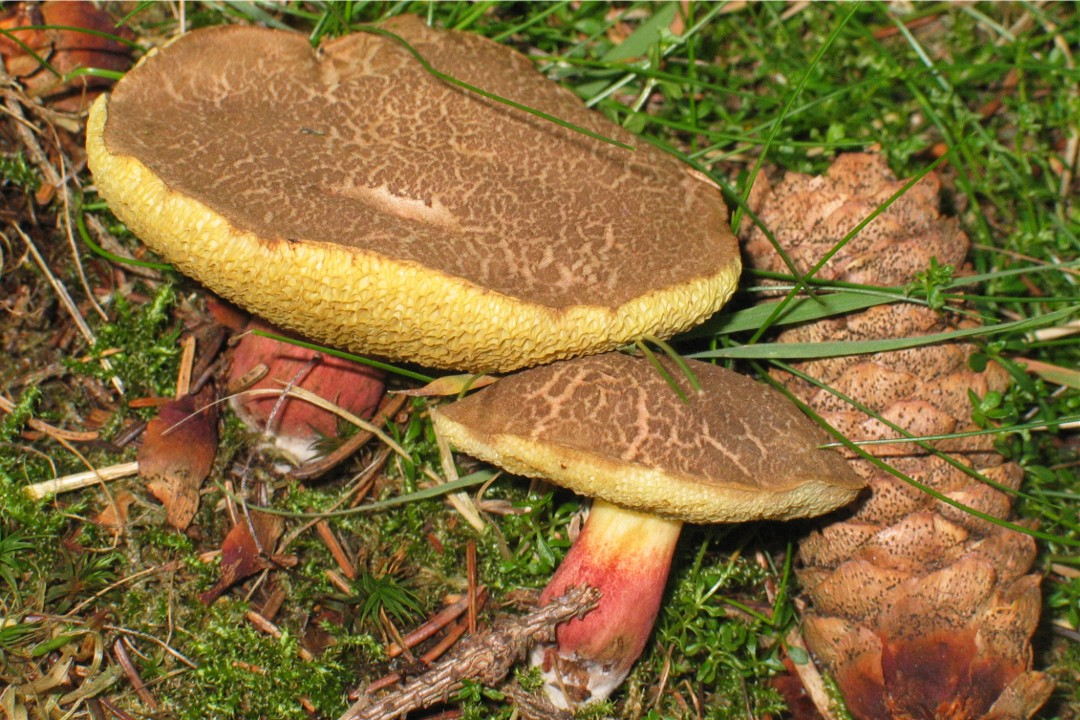
hřib žlutomasý